# ラクスギーク
ラクスギーク（Laxsgiikなど、さまざまな綴り方が存在する）とは 、カナダ・ブリティッシュコロンビア州、およびアメリカ合衆国・アラスカ南東部の、ツィムシアン族のネイションの言葉で、ワシ・クランに対して用いられる名前である。それは、隣接するギトクサン族やニスガ族のネイションにおける同じ名称をもつ集団や、ハイダ族のネイションのリネージと同一もしくは類似のものと考えられている。
ラクスギークという名称は、ツィムシアン族、ギトクサン族、ニスガ族の言葉でワシに対して用いられるクスギークから来ている。
ラクスギークの主要なクレストはワシである。ビーバーとオヒョウも	またラクスギークに共通のクレストである。
ラクスギークに属するツィムシアン族、ギトクサン族、ニスガ族の母系のイエは、グウィヌートとギトーンという2つのイエのどちらかに属することになる。

## グウィヌー
「グウィヌー（Gwinhuut）」（直訳すると「亡命者」）は、伝承によれば、現在のアラスカ州にいるトリンギット・ネイションのワシ・クランの人びとのもとから移住して来た人びとを祖先にもっているのだという。グウィヌーのイエは、ギトーンのイエよりも数が多く、数々のトリンギット族のワシ・クランと関係をもっている。ギトクサン族のラクスギークはいずれも、グウィヌーに属し、ツィムシアン族とニスガ族のほとんどは、ラクスギークの諸イエに属している。
グウィヌーのイエには以下のものが含まれる：
- en:Ligeexのイエ集団, ギスパクロート部族、ラッカラームス (ポートシンプソン)のツィムシアン9部族連合

- ルグッツアムティLutguts'amtiのイエ集団, キトカトラ部族、キトカトラ・ネイション

## ギトーン
「ギトーン（Gitxon、またはGitxhoon）」のグループはハイダネイションの本拠地であるクイーンシャーロット諸島から古い時代に移住して来た人びとの子孫であると、多くの場合主張される。。ギトーンの語源は、「サケを食べる人々」を意味するgit（～の人びと） + x（～を食べる） + hoon（サケ）というところに求めるのが一般的である。人類学者のマリウス・バルボーの著作は、ラクスギークの物語への最良の入門書となっているが、そのなかで彼はこのグループの先祖の物語を「サーモンを食べる人びとの伝承」と呼んだ。ギトーン・グループのメンバーは、ニスガ族や、キツァラスやキットキアータといったツィムシアン族の部族、キティマットのハイズラネイションやクイーンシャーロット諸島のスキディゲイトにおいて見られる。ギトーンのイエはたいてい、ギトーンの名をもつチーフに率いられている。キットキアータ部族の人びとが暮らしているハートリーベイでは、このグループは、Sinaxeetのイエとして知られている。
ここで述べる、南北両アメリカへの人びとの移動をめぐるバルボーの理論――彼の主張によると、トリンギット族、ハイダ族、およびツィムシアン語族の諸民族（ツィムシアン族、ギトクサン族、ニスガ族）は、他のアメリカ・インディアンの諸集団よりもずっと最近になってから、アラスカから移ってきた人びとなのだという――には、彼がその著作『トーテムポール』に付された序文のなかでも言っていたように）、ギトーンの人びとは、「ほんの数世紀前に」、シベリアから、アラスカのアリュート諸島やコディアク島を経由して移住してきたという主張が含まれている。（バルボーはまた、彼らがイーグル・クレストを採用したのは、毛皮交易の時代におけるロシア人交易者たちの紋章のような徽章からの影響だとする、議論を呼び、今日の定説からは誤りとされている主張も行っている）。
1927年には、バルボーはキンコリスで、ニスガ族の "「チーフ・マウンテン」"（Sga'niism Sim'oogit, 別名Saga'wan）から、ギトーンの人びとの起源についての物語 (ニスガ族の言葉ではアダワ）の聞き取りを行ったが、そこには、もともとハイダ族の本拠地であるクイーンシャーロット諸島で、もともとギトーンのワシが村の半族を形成し、クーナの人びとがもう一方の半族を形成し、住み着いたと記録されていた。この物語は、ギトーンの姪であったDzilakons（綴り方は他にもいくつかある）と、彼女ともう一方の半族の王子との婚約について語っており、この婚約が、2つの人びとのあいだに争いをもたらし、ギトーンの人びとがナス川流域のニスガ族の本拠地や、キトカトラやキッツムケイラムのツィムシアン族の村、さらに、現在のアラスカ州にあたる場所にいたトリンギット族のCape Fox部族 （ニスガ族の言葉ではLaxsee'leという）へと移り住むようになったのだという。
ギトーンの人びとの移住をめぐる別のヴァージョンでは、クイーンシャーロット諸島からナス川流域へ行き、そしてナス川流域からクイーンシャーロット諸島への再度の移動、キッツムケイラムからクイーンシャーロット諸島への再度の移動、あるいは、キツァラスからキティマットを経てクイーンシャーロットへの再度の移動が語られている。クイーンシャーロット諸島とアラスカはどちらが、このグループの起源についての、可能性のあるもしくは想像上の地点にあがっている。
1947年に、エドマント・パラタス（"ハートリーベイのキティマット部族に属していた"）は、ツィムシアン族出身の民族誌学者ウィリアム・ベイノンに、クイーンシャーロット諸島の土地から、まずはキティマットに、つづいてキットキアータへと移り住んだ"ギトーン"の人びとの起源を語ってきかせた。キットキアータでは、このグループの分家のひとつが、現在では"キトカトラの王の家"と考えられているSinaxeetのイエとなっている。1952年にバルボーは、ギトーンの人びとが、キッツムケイラムやラッカラームスのツィムシアン族の村においてはほとんどいなくなってしまった一方で、ハートリーベイのツィムシアン族の村のではもっとも多数を占めていたという、ナス川流域の老人たちの言葉を記録している。 
物語のなかで言及されるキッツムケイラムのギトーンの人びとは、バルボーがキッツムケイラムの老人たちにその主題についてインタビューを行った1920年代までは、キッツムケイラム部族の一部ではなかった。人類学者のジェイムズ・マクドナルドの考えによると、キッツムケイラムのギトーンはおそらく、毛皮交易の時代に絶えてしまい、キツァラスのギトーンも、20世紀には自分たちの家系を残すために、ギスパクローツ部族のラクスギークからメンバーを借りていたのだという。キツァラスのギトーンおよびニスキットロープのイエは、今日では、キッツムケイラムのコミュニティと近しい関係にある、キツァラス部族のイエとなっている。
1924年には、キツァラス部族のギトーンはサミュエル・ワイズであった。バルボーはポートエシントンで彼にインタビューを行ったが、移住をめぐる物語の彼によるヴァージョンでは、ギトーンの人びとの、クイーンシャーロット諸島から、キティマットを経て、その後キツァラスへと北上していく旅の過程が語られている。

## 書誌
- Barbeau, Marius (1929) Totem Poles of the Gitksan, Upper Skeena River, British Columbia.  (Anthropological Series 12, National Museum of Canada Bulletin 61.)  Ottawa: Canada, Department of Mines.

- Barbeau, Marius (1950) Totem Poles.  (2 vols.)  (Anthropology Series 30, National Museum of Canada Bulletin 119.)  Ottawa: National Museum of Canada.  Reprinted, Canadian Museum of Civilization, Hull, Quebec, 1990.

- Barbeau, Marius (1961) Tsimsyan Myths.  (Anthropological Series 51, National Museum of Canada Bulletin 174.)  Ottawa: Department of Northern Affairs and National Resources.

- Marsden, Susan (2001) "Defending the Mouth of the Skeena: Perspectives on Tsimshian Tlingit Relations."  In: Perspectives in Northern Northwest Coast Prehistory, ed. by Jerome S. Cybulski, pp. 61-106.  (Mercury Series, Archaeological Survey of Canada, Paper 160.)  Hull, Quebec: Canadian Museum of Civilization

- McDonald, James A. (2003) People of the Robin: The Tsimshian of Kitsumkalum. CCI Press.

- Morvin, John (1997) "The Origin of the Gitxawn Group at Kitsemkalem."  Recorded by William Beynon, 1953.  In Tsimshian Narratives 2: Trade and Warfare, ed. by George F. MacDonald and John J. Cove, pp. 1-4.  Ottawa: Directorate, Canadian Museum of Civilization.

- Shotridge, Louis (1919) "A Visit to the Tsimshian Indians (continued)."  Museum Journal, vol. 10, no. 3, pp. 117-148.  Philadelphia: University Museum, University of Pennsylvania